# Camponotus puderosus
Camponotus puderosus é uma espécie de inseto do gênero Camponotus, pertencente à família Formicidae.